# Изгой (фильм, 1991)
«Изго́й» (укр. Ізгой, также известен как «По́мни», укр. Пам'ятай) — советский художественный фильм режиссёра Владимира Савельева, снятый в 1990 году и повествующий о трагической судьбе еврейской семьи на Украине в начале Великой Отечественной войны. По мотивам повести Анатолия Димарова «Симон-резник».
Фильм вышел на экраны в 1991 году. Входит в число 100 лучших фильмов в истории украинского кино.
Фильм снимался в селе Вергуны Хорольского района, в массовых сценах задействованы жители села.

## Сюжет
Канун Великой Отечественной войны. Из оккупированной фашистами Коломыи на Полтавщину переселяется семья еврейских беженцев — резник Шимон (Симон), его жена Бася и шестеро детей, в том числе грудной ребёнок. Прибывшим выделяют пустующий дом, а Шимона записывают в бригаду плотников под началом балагура Гриба. Поначалу местные жители относятся к новым поселенцам настороженно, но вскоре весёлый нрав Шимона (которого товарищи называют Семёном) и его недюжинная сила заставляют сельчан признать его как своего. К тому же Шимон помогает крестьянам резать скот, используя свои профессиональные навыки. Апофеозом пока ещё мирной жизни становится свадьба в селе, на которую приглашают и семью Шимона и где в какой-то момент его сын играет на скрипке, а сам Шимон с Басей танцуют еврейский танец фрейлехс в кругу обступивших его крестьян.
Однако мирной жизни приходит конец: начинается война, и гитлеровцы уже близко. Бригаду плотников направляют рыть окопы возле села, но в это время немцы идут в атаку. Перед немецким танков бегут раздетые до нижнего белья пленные красноармейцы. Командир части, обороняющей село, получает приказ взорвать мост, по которому бегут пленные, чтобы преградить путь немецкой колонне. Однако село всё равно захватывают. Командира, а также говорливого Гриба расстреливают. Сельский староста выдаёт Шимона, говоря, что у них в селе живёт семья евреев. Шимон рвётся домой, чтобы узнать, что происходит с его семьёй, но немецкий управляющий фон Крюгер задерживает его: у него пал конь Зигфрид, которого он приказывает захоронить. После того, как Шимон закапывает коня в могиле, фон Крюгер заставляет самого Шимона впрячься в его коляску и везти его. По дороге немецкий офицер, в телегу которого запряжена лошадь, насмехается над Шимоном и предлагат фон Крюгеру пари. Фон Крюгер в коляске, которую везёт Шимон, и офицер на телеге, запряжённой лошадью, должны три раза объехать вокруг села, чтобы выявить победителя, который придёт первым. Из последних сил Шимон везёт немца, чуть отставая, но в конце делает рывок и побеждает в гонце. Фон Крюгер продолжает хлестать его кнутом, и Шимон переворачивает коляску немца, а сам бежит к дому.
Бася и его дети мертвы: немцы сбросили всю семью в колодец и туда же бросили гранату. Лишь грудного ребёнка Шимона Бася успела передать старухе-соседке. Та даёт Шимону подержать ребёнка, но уже приближаются немцы, и соседка забирает малыша, чтобы спрятать его. Немцы преследуют Шимона на танке и настигают его прямо на сельском кладбище, убивая. Танк кружится на месте гибели Шимона, и финальный кадр снова показывает сельскую свадьбу, где в круге сельчан кружатся в танце Шимон с Басей.

## В ролях
- Йосси Поллак — Шимон
- Маргарита Вишнякова — Бася, жена Шимона
- Борислав Брондуков — Граб, колхозный плотник
- Николай Слёзка — Демьян Прокопьевич, председатель сельсовета
- Ярослав Гаврилюк — Стешко, колхозник
- Стефания Станюта — Ганка, соседка
- Владимир Олексеенко — дед, сосед
- Александр Кравченко — Ляшенко, колхозный плотник
- Александр Милютин — Вол, колхозный плотник
- Дмитрий Наливайчук — Гришко, колхозный плотник
- Виктор Степаненко — Петро, колхозник
- Николай Сектименко — Денисов, капитан Красной Армии
- Валентинас Масальскис — фон Крюгер, управляющий
- Арунас Сабонайтис — Ганс, немецкий офицер
- Валерий Струков — Барер, немецкий офицер
- Оксана Немчук — невеста
- Владимир Цывинский — жених
- Леонид Хмель — сын Шимона, скрипач
- Ростислав Иврий — сын Шимона
- Виталий Донской — сын Шимона
- Илья Фаерман — сын Шимона
- Владислав Касич — сын Шимона
- Екатерина Брондукова — дочь Граба

## Награды и заслуги
- 1991 — I Всеукраинский фестиваль памяти И. Миколайчука (Киев/Черновцы) —
  - приз за лучшую мужскую роль
  - приз за музыкальное оформление фильма
  - приз «За гражданскую позицию»
  - приз еврейских общин
- 1993 — МКФ в Сан-Ремо — Гран-при[2]
- 1993 — МКФ «Золотой Витязь» (Нови-Сад) — Приз «Золотой Витязь» за лучшую главную мужскую роль
- 1993 — МКФ «Золотой Орел» (Тбилиси) — Приз грузинских кинокритиков композитору